# Сисоват Ютевонг
Принц Сисоват Ютевонг (1913, Удонг, Французский Индокитай — 17 июля 1947, Пномпень, Французский Индокитай) — камбоджийский государственный деятель, премьер-министр Камбоджи (1946—1947).

## Биография
Был сыном принца Чамренгвонга, в этой связи нет точной версии, как он получил королевскую фамилию Сисоват.
В 1941 году окончил факультет естественных наук в университете французского Монпелье, получив степень доктора по физике. Находясь во Франции, работал для министерства по делам заморских территорий, был активным членом Французской социалистической партии. После Второй мировой войны решил вернуться на родину.
В 1946 году выступил инициатором создания Демократической партии Камбоджи, после победы которой на выборах (50 из 67 мест в Национальном собрании) в декабре того же года был назначен премьер-министром страны. На созванном по предложению партии Учредительном собрании по образцу французской Конституции Четвёртой республики была разработана и принята первая Конституция Камбоджи. Принц Ютевонг считается последовательным борцом за независимость страны от Франции. Король Нородом Сианук в мае 1947 года был вынужден обнародовать Конституцию, которая ограничивала его полномочия.
В июле 1947 года он скоропостижно скончался.